# ホンダ・グレイス
グレイス（GRACE）は、本田技研工業が日本市場の個人ユーザー向けに製造・販売していた小型車規格（いわゆる5ナンバーサイズ）の4ドアセダン、および日本国内の自動車教習所向けに製造・販売していた小型車規格の4ドアセダン型教習車である。

## 概要
本車種は「コンパクトセダンの刷新」をコンセプトに掲げ、コンパクトカーが持つ燃費性能とアッパーミドルクラスセダンが持つ広い室内やスタイル・質感・走りを融合させた5ナンバーサイズのセダンである。
新興国向け小型セダンであるシティ（4代目）の日本市場向け仕様であると同時に、同じ5ナンバーサイズのハイブリッドカーだった2代目インサイトが2014年3月をもって生産を終了したため、事実上それによって空いたポジションを埋める役割も果たした車種である。なお、同社の日本市場向け5ナンバーサイズの4ドアセダンとしては、2009年1月に販売を終了したフィットアリア以来5年11か月ぶり、かつその中でもハイブリッドカーに限定すればES9型シビックハイブリッド以来9年ぶりの投入となる。
2代目シティの輸入・リネーム版だったフィットアリアとは異なり、日本国内向けは埼玉県大里郡の埼玉製作所寄居完成車工場で生産が行われている。なお、発売開始当初はハイブリッド専用車種であったが、2015年6月に（非ハイブリッドの）ガソリン車、同年7月に教習車が順次追加となった。

## メカニズム
ハイブリッド車は2代目フィットハイブリッドやヴェゼルハイブリッドにも採用されているEV発進が可能な1モーターシステム「SPORT HYBRID i-DCD」を採用しており、JC08モード燃費で34.4km/Lの低燃費を実現している。また、IPU（インテリジェントパワーユニット）をコンパクト化し、床下に収納したことで、トランクルームはFF車で430L（4Lの床下スペースを含む、VDA方式による測定値）の大容量を実現するとともに、ハイブリッドカーでありながらトランクスルーを可能にした。
ガソリン車は1.5LのL15B型を搭載。燃料を直接シリンダー内に噴射させることにより、高出力・高トルクとJC08モード燃費21.8km/Lの低燃費を両立。トランスミッションにはCVTを採用している（教習車のみ5速MTも用意）。
5ナンバーのハイブリッドセダンで初めてとなる4WD車も設定されており、軽量・コンパクト設計のビスカスカップリング式4WDシステムが採用されている。

## 年表

### 型式 GM4/5/6/9型（個人向け・2014年 - 2020年、教習車・2015年 - 2021年）
2013年11月26日
6代目「シティ」をインドで世界初披露。
2014年10月31日
新型ハイブリッドセダン「グレイス」に関する情報をホームページで先行公開。
日本では同年12月1日に発売予定と発表。
2014年12月1日
発売。
グレード体系はHondaスマートキーシステム、パワースイッチ、LEDリアコンビネーションランプ、VSA、ヒルスタートアシスト機能などを装備したベーシック仕様「HYBRID DX」、LEDヘッドランプ、クルーズコントロール、ソフトパッドパネル（助手席インストルメントパネル部）、スーパーUVカットフロントドアガラス、クロムメッキパーツ（アウター/インナードアハンドル、フロント&リアエアコンアウトレットノブ、パーキングブレーキノブ）、本革巻きステアリングホイールなどを装備したスタンダード仕様「HYBRID LX」、あんしんパッケージ（シティブレーキアクティブシステム、前席用i-サイドエアバッグシステム+サイドカーテンエアバッグシステム）、フォグライト、アルミホイール（FF車は16インチ、4WD車は15インチ）、パドルシフト、遮音機能付ガラス（フロントウインドウ）などを装備した上級仕様「HYBRID EX」の3タイプが設定される。なお、「HYBRID EX」に標準装備されているあんしんパッケージは「HYBRID DX」・「HYBRID LX」にもメーカーオプションで装備可能である。
ボディカラーは全6色。「ホワイトオーキッド・パール（有料色）」、「アラバスターシルバー・メタリック」、「クリスタルブラック・パール」の3色が全タイプ共通色となるほか、「HYBRID LX」、「HYBRID EX」はさらに「ティンテッドシルバー・メタリック（有料色）」、「プレミアムディープロッソ・パール（有料色）」、「ゴールドブラウン・メタリック（有料色）」（新色）の3色が選択できる。
2015年6月19日
ガソリン車の「LX」を追加。
装備内容はハイブリッド車のスタンダード仕様である「HYBRID LX」をベースに、車両接近通報装置、クルーズコントロール、LEDリアコンビネーションランプ（ストップランプ&テールランプ、導光チューブタイプ）、アンダーカバー（フラット+リアサスペンション）、HYBRIDエンブレム、プラチナ調クロームメッキ・フロントグリル（ブルークロームメッキバー）、電動サーボブレーキシステム、Sモードスイッチを非装備化し、ヘッドライトは「HYBRID DX」と同じマルチリフレクターハロゲン（マニュアルレベリング機構付）にグレードダウン（LEDヘッドライト(ロービーム、オートレベリング/オートライト機能付)はメーカーオプション設定）、メーター内ディスプレイはガソリン車専用に外気温や時計表示機能などを備えたインフォメーションディスプレイ&タコメーターに変更されるほか、ガソリン車専用装備としてドアの開錠や施錠に連動してドアミラーが自動開閉するオートリトラミラーを新たに装備した。ボディカラーはハイブリッド車に設定される「ホワイトオーキッド・パール（有料色）」、「アラバスターシルバー・メタリック」、「ティンテッドシルバー・メタリック（有料色）」、「クリスタルブラック・パール」に、「LX」専用として新色「プレミアムクリスタルレッド・メタリック（有料色）」を加えた全5色を設定。なお、同日には「LX」専用で助手席回転シート車も発売された。
2015年7月16日
自動車教習所向けに教習車を発売。
運転席ハイトアジャスターとテレスコピック&チルトステアリングを装備したほか、シートを長時間座っても疲れにくい設計にし、教習指導員用補助ブレーキ&フットレストや教習指導員用4席パワーウインドウスイッチなど、教習車専用の装備を備えた（フルホイールキャップを省くなど、「LX」から一部の装備が非装備化されている）。パワートレインは「LX」と同じ1.5 L直噴DOHC i-VTECエンジンのL15B型を採用しており、トランスミッションは「LX」同様CVTに加え、市販グレードには設定されていない5速MTも設定されている。
2015年9月17日
ハイブリッド車を一部改良（9月18日発売）。
ガソリン車「LX」の専用装備だったオートリトラミラーをハイブリッド車全タイプにも標準装備したほか、「HYBRID LX」と「HYBRID EX」はリアワイドカメラ、オーディオリモートコントロールスイッチ、デジタルTV用プリントアンテナ<12セグ/ワンセグ>、専用ワイヤーハーネスで構成された「ナビ装着用スペシャルパッケージ」を標準装備した。「HYBRID LX」、「HYBRID EX」はボディカラーの設定を変更。「プレミアムディープロッソ・パール（有料色）」、「ゴールドブラウン・メタリック（有料色）」に替わり、「LX」専用色だった「プレミアムクリスタルレッド・メタリック（有料色）」を追加し、全5色の設定とした（「HYBRID DX」は設定に変更なく従来通り全3色）。
2016年9月1日
特別仕様車「STYLE EDITION」を設定（9月2日発売）。
「HYBRID LX」・「HYBRID EX」をベースに、フロントグリル・アウタードアハンドル・リアライセンスガーニッシュにダーククロームメッキを採用し、プライムスムースとファブリックの組み合わせとしたコンビシートと本革巻ステアリングホイール（「HYBRID EX」はスムースレザー・ユーロステッチを採用）にブルーステッチを施した。また、ETC車載器も特別装備した。ボディカラーは「ホワイトオーキッド・パール」、「プレミアムクリスタルレッド・メタリック（有料色）」に加え、特別設定色として「ルーセブラック・メタリック」、「ミッドナイトブルービーム・メタリック」（新色）の全4色を設定した。
2017年5月
ボディカラーの設定を変更。「HYBRID DX」以外のタイプに設定されていた「ティンテッドシルバー・メタリック（有料色）」が廃止され、全4色の設定とした。
2017年5月11日
7月上旬発表予定のマイナーモデルチェンジに関する情報をホームページ上に先行公開。
2017年7月6日
マイナーモデルチェンジ。（7月7日発売）
新たに安全運転支援システムの「Honda SENSING」を採用。「HYBRID LX」「HYBRID EX」は標準装備化され、タイプ名称も「HYBRID LX・Honda SENSING」と「HYBRID EX・Honda SENSING」に変更された（レス化も可能。この場合は自動防眩ルームミラーが防眩ルームミラーに変わり、クルーズコントロールが追加される）。「LX」と「HYBRID DX」にメーカーオプション設定した（Honda SENSINGを装備した場合、防眩ルームミラーの機能が自動防眩ルームミラーに統合されるほか、「LX」はインフォメーションディプレイの機能が追加装備されるマルチインフォメーション・ディスプレイに統合される。ただし、ハイブリッド車とは異なり、ECOドライブ ディスプレイとエネルギーフロー機能は装備されない）。なお、グレイスのHonda SENSINGは、レジェンドに続いて2車種目となるオートハイビームもセットで装備される。
外観はフロントグリルと前後バンパーのデザインを変え、「HYBRID LX・Honda SENSING」と「HYBRID EX・Honda SENSING」はLEDヘッドライトをインラインタイプに変更。ボディカラーは「アラバスターシルバー・メタリック」に替わり「ルナシルバー・メタリック」を設定したほか、新たに「ブリリアントスポーティブルー・メタリック」を追加。また、2016年9月発売の特別仕様車「STYLE EDITION」の特別設定色だった「ルーセブラック・メタリック（有料色）」、「ミッドナイトブルービーム・メタリック（有料色）」も追加し全7色の設定とした。なお、従来までボディカラーの設定が限定されていた「HYBRID DX」は他のタイプ同様に全色選択可能となった。
内装ではシート表皮が一新され、「HYBRID DX」を除く全タイプはマップランプとルームランプをLED化。「HYBRID LX・Honda SENSING」と「HYBRID EX・Honda SENSING」にメーカーオプション設定されているHonda インターナビは「Apple CarPlay」に対応するなど、スマートフォンとの連動機能を追加した。
燃費性能を向上し、特に、「HYBRID DX」と「HYBRID LX・Honda SENSING」のFF車はJC08モード燃費を34.8km/Lに向上した。
2017年10月
ボディカラーの設定を変更。「ホワイトオーキッド・パール（有料色）」に替わり「プラチナホワイト・パール（有料色）」を追加。
2018年12月13日
特別仕様車「BLACK STYLE」を設定。（12月14日発売）
「HYBRID LX・Honda SENSING」と「HYBRID EX・Honda SENSING」をベースに、外観はフロントグリル、ヘッドライトガーニッシュ、アウタードアハンドル、リアライセンスガーニッシュにダークメッキ、LEDリアコンビネーションランプにスモークタイプをそれぞれ採用。内装はグレーステッチを施したファブリックシート&インテリアと本革巻ステアリングホイール（「HYBRID EX・Honda SENSING BLACK STYLE」はスムースレザー+ユーロステッチ仕様）を採用した。さらに、「HYBRID LX・Honda SENSING BLACK STYLE」には15インチアルミホイール+スチールラジアルタイヤも装備された。ボディカラーは「プラチナホワイト・パール（有料色）」、「ルナシルバー・メタリック」、「クリスタルブラック・パール」、「ミッドナイトブルービーム・メタリック（有料色）」に加え、特別設定色の「スーパープラチナグレー・メタリック（有料色）」（新色）の全5色を設定。

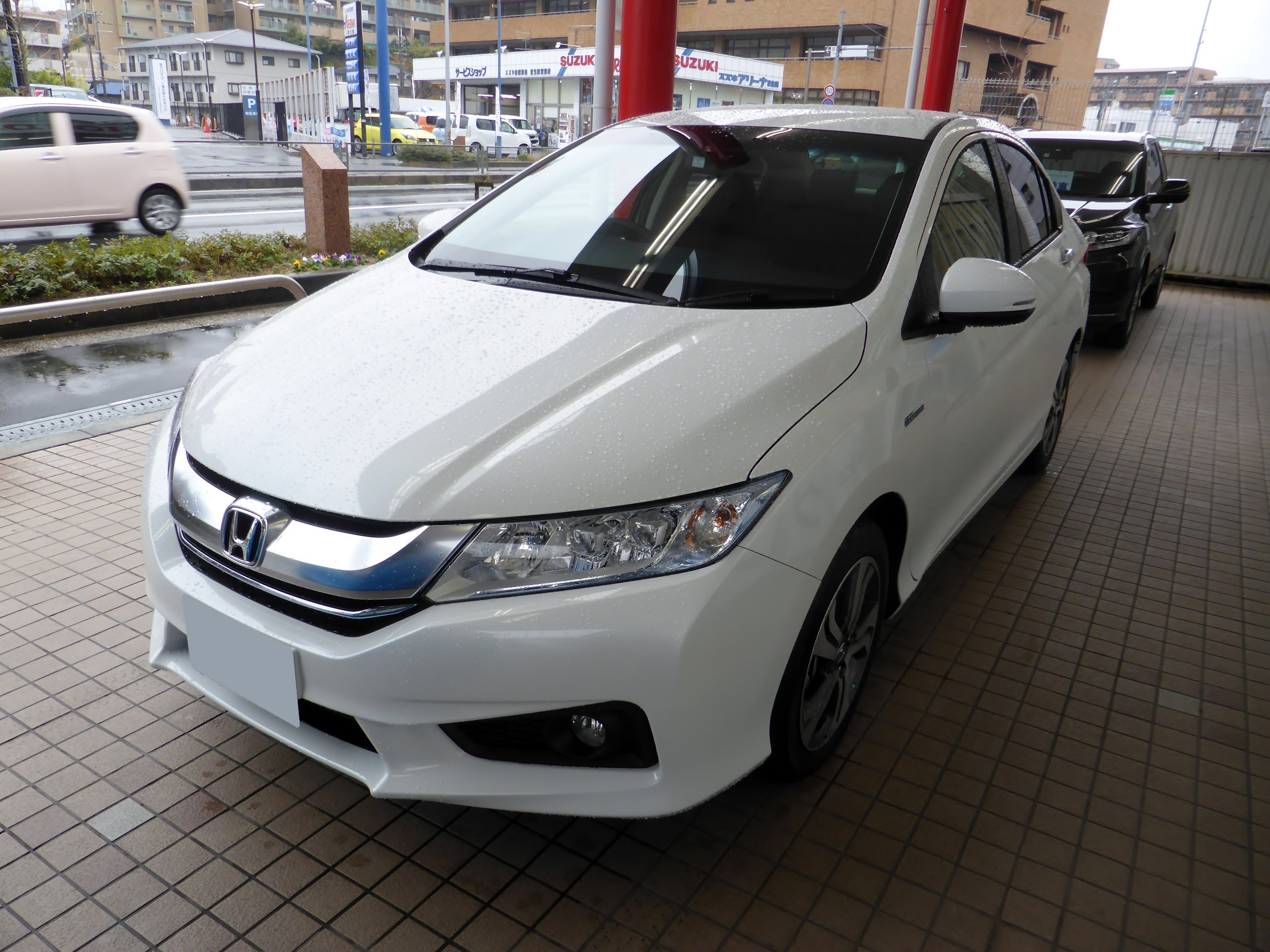
2014年12月発売型 HYBRID EX （2014年12月 - 2017年7月）
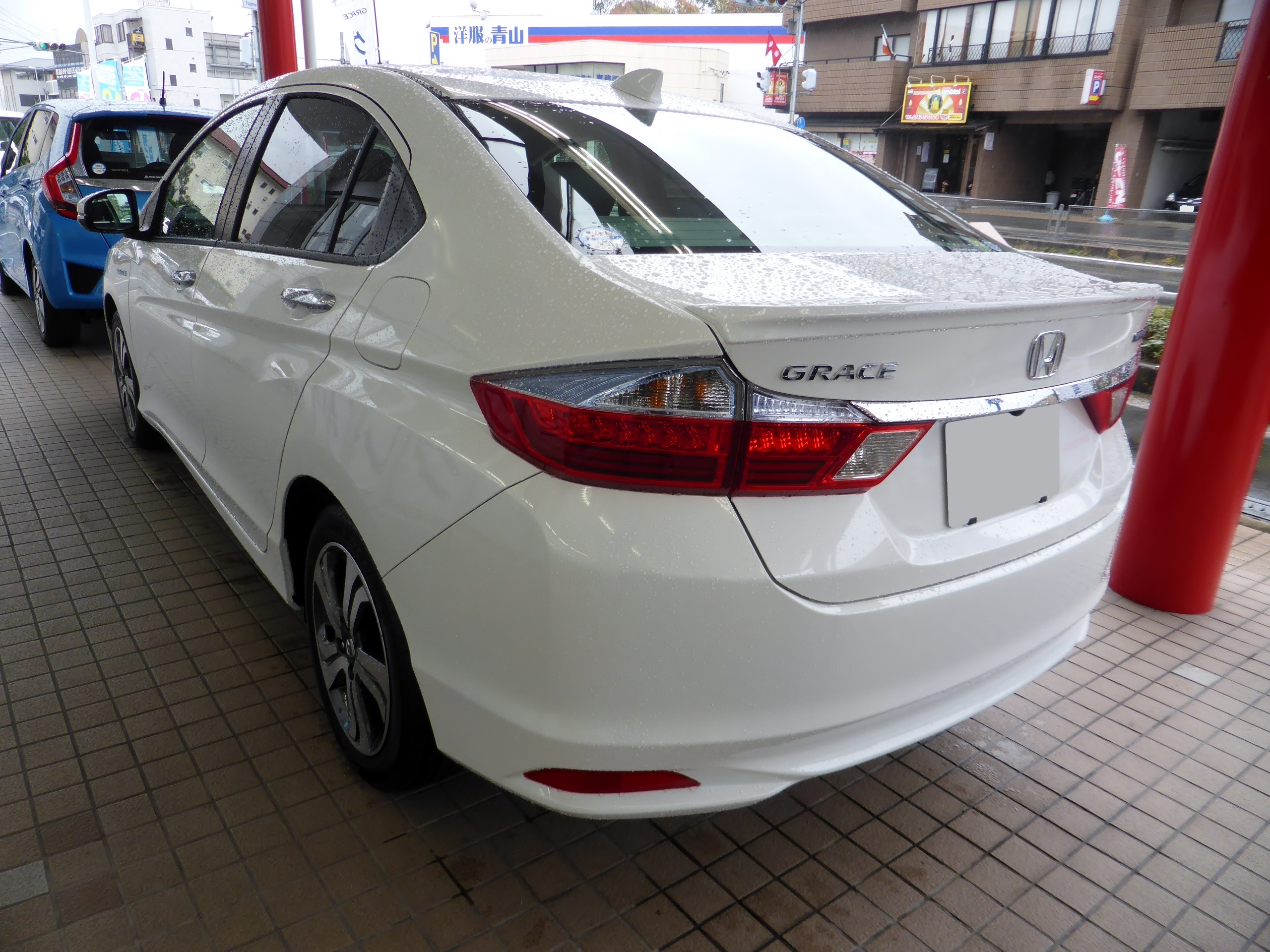
2014年12月発売型 HYBRID EX リア
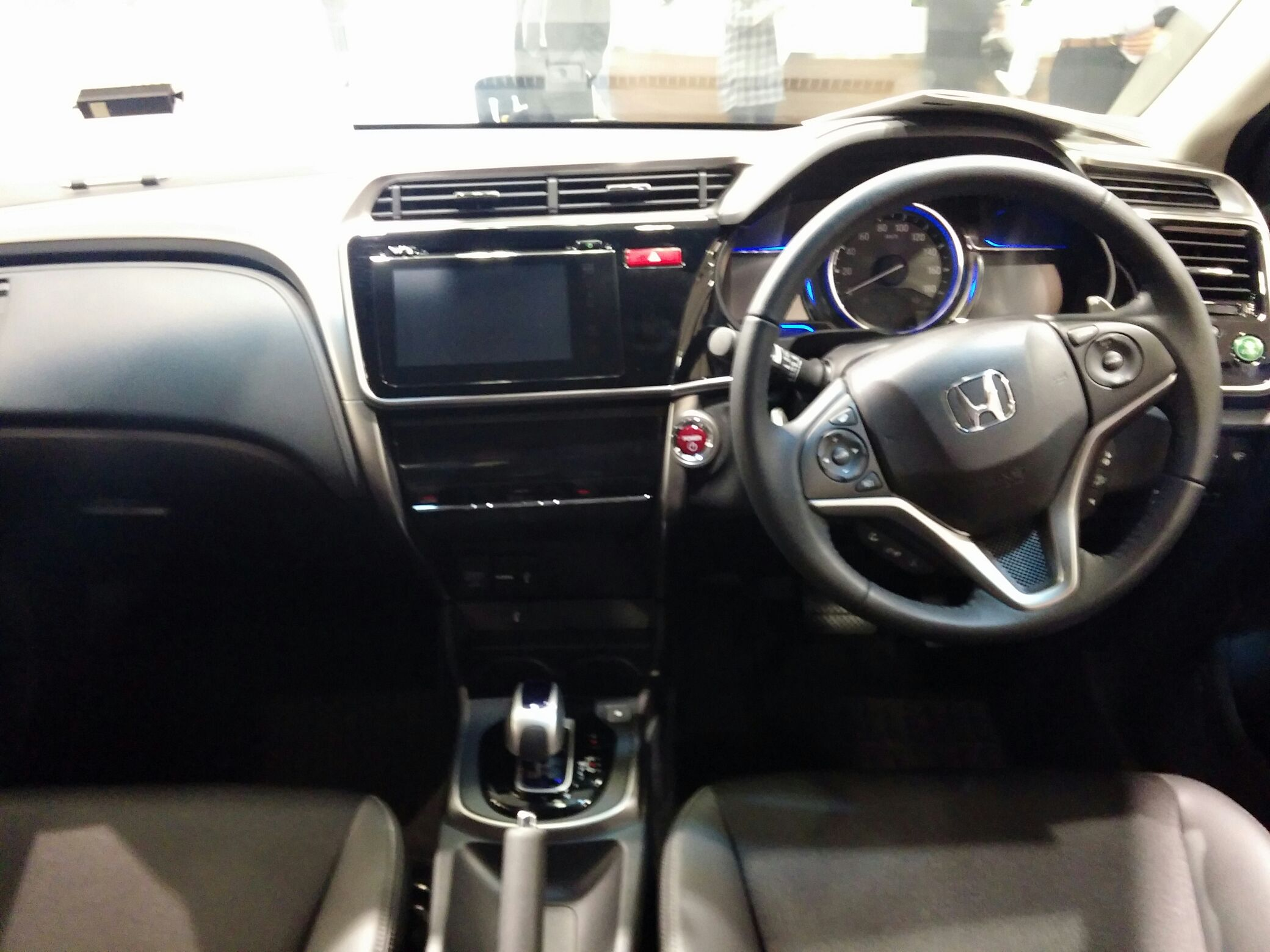
2014年12月発売型 インテリア
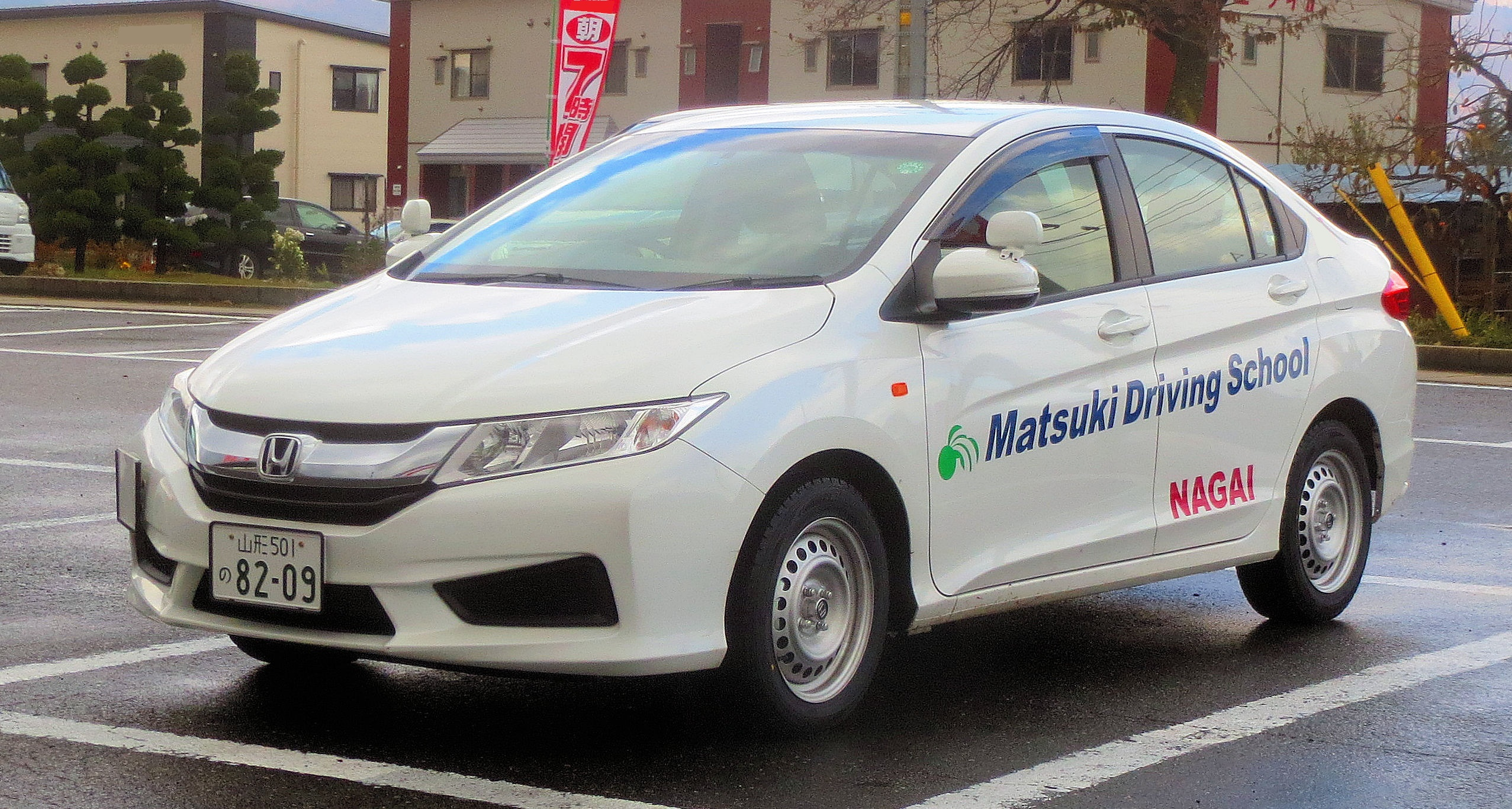
教習車

2020年7月10日
同社のミニバンのジェイド（2列シートのステーションワゴンモデルを含む）と共に個人向けモデルが生産終了となり、それ以降は在庫限りのみの対応となる。ただし、教習車に限り、需要と供給の関係上の理由で当面の間は継続生産される。
2020年7月31日
個人向けモデルの販売終了。これと同時に公式ホームページへの掲載を終了。これにより、同社のラインアップから教習車を除き、国内向けの小型セダンが再び消滅する形となり、既存の小型ハッチバックである4代目フィット、および既存の小型ステーションワゴンであるシャトルが間接的な代替車種となる。なお、販売開始から販売終了までの日本国内向けの個人向けモデルの総販売台数は約32,000台であった。
2021年7月31日
教習車の生産・販売終了。これによりグレイスの商標も消滅する事となった。

## 車名の由来
英語で、「上品」・「上質」という意味。